# Elaphria flaviorbis
Elaphria flaviorbis là một loài bướm đêm trong họ Noctuidae.